# دييغو روسي
دييجو مارتين روسي ماراخليان (ولد في 5 مارس 1998) هو لاعب كرة قدم من أوروجواي يلعب حالياً في لوس أنجيليس كأحد الأندية. روسي لعب سابقا مع Peñarol في دوري الدرجة الأولى الأوروغوياني.

## روابط خارجية
- دييغو روسي على موقع اتحاد تركيا (لاعب) (الإنجليزية)
- دييغو روسي على موقع الدوري الأمريكي (الإنجليزية)
- دييغو روسي على موقع إي إس بي إن إف سي (الإنجليزية)
- دييغو روسي على موقع قاعدة بيانات كرة القدم.إي يو (الإنجليزية)
- دييغو روسي على موقع ناشيونال فوتبول تيمز (الإنجليزية)
- دييغو روسي على موقع Soccerway.com (الإنجليزية)
- دييغو روسي على موقع عالم كرة القدم.نت (الإنجليزية)